# Folkets parti
Folkets parti (Seychellisk kreol: Parti Lepep) är ett socialdemokratiskt politiskt parti i Seychellerna. Den nuvarande partiledaren är Vincent Meriton sedan 2017, då han efterträder före detta presidenten James Michel. Landets nuvarande president, Danny Faure, är medlem i partiet.